# Вирява
Виря́ва, Вирь-ава (эрз., мокш. вирь — «лес», ава — «женщина») — в мордовской мифологии лесной дух, покровительница, хозяйка леса. Имеет вид обнажённой длинноволосой, иногда одноногой женщины, с грудями, переброшенными через плечи.
Её образ возник прежде всего как результат страха перед лесной чащей, стихией, где можно сбиться с пути, встретиться с опасным зверем. Лес противостоял человеку как злая сила. С другой стороны, он выступал в качестве кормильца, способствуя развитию лесных промыслов: охоты, бортничества, собирательства, заготовки древесины, лыка и др. По мере освоения леса люди стали меньше бояться Вирявы и придумывали способы «отбиваться» от неё.
По поверьям, человеку Вирява показывается редко, может вывести заблудившегося из лесу (после необходимой молитвы) или наоборот запутать дорогу, защекотать до смерти; уходить от неё нужно пятясь назад, тогда она не разберёт, куда ведут следы.
Соответствующий мужской персонаж — вирь-атя (морд, атя, «старик», «мужчина»): к нему обращаются мужчины с просьбой о помощи в мужских промыслах, тогда как женщины просят Виряву показать, где больше грибов, ягод и т. п. Аналогичное представление о хозяйке леса — кожла-аве (мар. кожла, «лес») известно марийцам.
У мордвы издревле существовало поверье, что во время родов, которые проходили в полутёмной бане (покровительница Банява), нередко случалась подмена новорожденного: Вирява, Ведява или нечистые подкидывали на его место своего ребёнка.